# Leslie Reginald Cox
Leslie Reginald Cox (22 de novembro de 1897 - 5 de agosto de 1965) foi um eminente paleontologista e malacologista.
Seus pais trabalhavam como funcionários públicos do correio. Aos seis anos, sua família mudou-se para Harringay, e ele começou a atender a escola primária de lá, a South Harringay County School. Em 1909, matriculou-se na Owen's School em Islington, uma das antigas escolas de gramática de Londres.
De agosto de 1916 a 1919, Cox serviu na Marinha Real Britânica durante a Primeira Guerra Mundial. Em 1922, passou a integrar a equipe do então departamento de geologia do Museu Britânico. Em 1925, casou-se com Hilda Cecilia, filha de um reverendo.
Foi durante seu trabalho para o Museu Britânico que Cox criou interesse pela Malacologia. Por seus estudos sobre moluscos fósseis do Terciário, foi-lhe conferida a Medalha Lyell pela Sociedade Geológica de Londres.